# Hancocks
Hancocks & Co é um joalheria em Londres, fundada em 1 de janeiro de 1849 por Charles F. Hancock, um ex-parceiro de Storr e Mortimer. A primeira loja foi aberta na esquina da Rua Bruton com a New Bond, em Londres. Ela se mudou várias vezes desde então. A Hancock tornou-se notável pela fabricação de medalhas da Cruz Vitória.